# Трускотт, Иван Фомич
Иван Фомич Трускотт (собственно: Джон Траскотт; англ. John Truskott; также Иоганн; Трескотт; 1 декабря 1721 или 1719, Санкт-Петербург — 18 мая 1786)  — русский географ и картограф английского происхождения, академик РАН.

## Биография

План столичного города Санкт-Петербурга (1753) Ивана Трускотта.

Родился в 1719 или в 1721 году Санкт-Петербурге в семье английского торговца. Получил образование в Академической гимназии, после чего стал ассистентом картографа и астронома академика Делиля. В июне 1742 года он стал адъюнктом Императорской Академии наук в Санкт-Петербурге (предшественнице РАН), а с 1745 года — действительным членом.
На протяжении без малого сорока лет занимался составлением карт и преподаванием, внёс значительный вклад в становление русской картографии. В сотрудничестве с другим академиком-картографом — Якобом Фридрихом Шмидтом в 1776 году составил полную карту Российской империи, которая стала одной из лучших полных карт России того времени, наряду с Атласом Всероссийской империи Ивана Кирилова 1730-х годов, и картой, составленной в 1740-е годы Делилем.
Другой работой Трускотта стал План столичного города Санкт-Петербурга (1753), который сегодня является важным картографическим источником по ранней истории города.
Также, именно Трускоттом в 1748—1752 годах был выполнена основная работа по созданию карт для нового Готторпского глобуса (сохранился; находится в Кунсткамере), после того как старый глобус сгорел в пожаре 1747 года. 
Скончался Трускотт в 1786 году в Санкт-Петербурге.

## Избранные карты
- План столичнаго города Санктпетербурга с изображением знатнейших онаго проспектов / Изданный трудами Императорской Академии наук и художеств. - Санктпетербург : [Тип. Акад. наук], 1753. - [2], 6 с., 21 л. план., ил.; 2°.
- Генеральная карта Иркутской губернии содержащая в себе Иркутскую, Якутскую и Удинскую провинции, 1776
- Карта острова Эзеля (Саарема)
- Генеральная карта Российской империи : по новейшим наблюдениям и известиям / сочиненная И. Трескотом и Я. Шмитом; Вырезывали К.Фролов, Е. Худяков, Н.Зубков. - [1: 7 350 000]. - [Санктпетербург : Академия Наук], 1776. - 1 к. (3 л.) : раскраш., грав.; 70х150 см.
- Почтовая карта Российской империи / Соч. И.Трескот. - [1:5 500 000], 55 км в 1 см. - [Санкт-Петербург : Географический департамент АН], 1760. - 1 к. (1 л.) : раскраш., грав.; 51,4×68,3 см.
- Карта Представляющая Часть Северную Российской Империи от устья Реки Енисей до Начала Белого моря [Карты] / соч. И. Трускот, вырезывал П. Холодов. - 1:4 500 000, 45 км в 1 см, граф. м-б в верстах. - [Санкт-Петербург : Географический департамент АН], 1772. - 1 л.: цв., раскраш.; 49х64 см.